# Ingeburg Perske
Ingeburg „Inge“ Perske (* 13. Mai 1927 in Saarbrücken als Ingeburg Glashörster; † 20. Juli 2015 ebenda) war eine deutsche Leichtathletin, die für das Saarland antrat.

## Biografie
Bei den Saarländischen Meisterschaften 1950 gewann Perske über 100 Meter die Goldmedaille.
Die Sportlerin vom SV Saar 05 Saarbrücken nahm 1952 mit der Mannschaft des Saarlands an den Olympischen Spielen in Helsinki teil. Gemeinsam mit Ursula Finger, Inge Eckel und Hilda Antes startete sie im 4-mal-100-Meter-Staffellauf. Die vier Athletinnen stellten mit einer Zeit von 49,0 Sekunden als Fünfte ihres Vorlaufes einen neuen Landesrekord auf.